# Peter Hill (Slawist)
Peter Manners Hill (* 16. Oktober 1945 in Perth; † 19. Juni 2022 in Canberra) war ein australischer Slawist.
Peter M. Hill studierte Germanistik und Russisch an der Universität Melbourne und machte dort 1966 einen Bachelor- und 1971 einen Master-Abschluss. 1972 promovierte er an der Universität Hamburg und trat dort eine Stelle als Assistent an, wo er später auch zum Professor ernannt wurde. 1983–1986 war er in Hamburg beurlaubt und arbeitete als Dozent für Südslawistik an der Universität Sydney, 1991–1995 war er ein weiteres Mal beurlaubt und arbeitete an der Australian National University. Im Jahr 2000 trat er in Hamburg in den Ruhestand und kehrte nach Australien zurück.
Hill arbeitete zunächst zu Fragen der Lexikologie, ab den achtziger Jahren spezialisierte er sich auf die mazedonische Sprache. Er war ein Gründungsmitglied des slawistischen Konstanzer Kreises.